# La Main froide
 (mars 2017).
Si vous disposez d'ouvrages ou d'articles de référence ou si vous connaissez des sites web de qualité traitant du thème abordé ici, merci de compléter l'article en donnant les références utiles à sa vérifiabilité et en les liant à la section « Notes et références ».
La Main froide est un roman policier français de Serge Brussolo, paru en 1995.

## Résumé
Dan Norris, un imitateur de voix dans une mauvaise passe accepte de participer à un braquage de banque. Il doit contrefaire la voix du directeur de la banque devant un détecteur vocal. Les braqueurs, menés par Dorana Smart, la femme d'un employé de la banque, ont aussi besoin de la main de son mari pour passer la reconnaissance d'empreintes digitales. Or, ce dernier possède un chien féroce, Dust.

## Particularité du roman
- Ce roman suit trois romans primés de Serge Brussolo : Le Chien de minuit, prix du roman d'aventures 1995 ; La Moisson d'hiver, grand prix RTL-Lire 1995 ; Conan Lord, carnets secrets d'un cambrioleur, Masque de l'année 1995.

## Éditions
- Éditions du Masque, 1995  (ISBN 2-7024-7834-4)
- LGF, coll. « Le Livre de poche » no 7680, 1996  (ISBN 2-253-07680-5)
- Dans le volume omnibus Serge Brussolo 1, Librairie des Champs-Élysées, 2000  (ISBN 2-7024-3007-4)